# Bathsheba (Barbados)
Bathsheba è una cittadina di Barbados, capoluogo della parrocchia di Saint Joseph.